# Tp4
Tp4 – polskie oznaczenie pruskiego parowozu towarowego serii G8¹. Oznaczenie Tp oznacza parowóz przeznaczony do pociągów towarowych, o układzie osi D (0-4-0).
Lokomotywy G8¹ były najliczniejszą i najbardziej udaną – obok równie znanej P8 (PKP Ok1) – serią pruskich parowozów, wyprodukowaną w liczbie ponad 4500 egzemplarzy w latach 1910–1922. Była to również ostatnia, najdojrzalsza konstrukcja tradycyjnej silnej pruskiej lokomotywy towarowej z czterema osiami wiązanymi bez osi tocznych, poprzedzona wieloma odmianami serii G7, G8 i G9 obecnymi na PKP jako pozostałe serie Tp niemieckiego pochodzenia. W odróżnieniu od wcześniejszych maszyn tej rodziny, G81 miała nowy, wydajny kocioł o ciśnieniu 14 atmosfer, zwiększony do 4,7 m stały rozstaw osi, większe cylindry i średnicę kół. Wersje produkowane w kolejnych latach różniły się m.in. wyglądem kabiny, liczbą i rozmieszczeniem kołpaków na kotle i osprzętu kotła. Typowy tender 17C1 mieścił 16,5 m³ wody i 7 ton węgla.
Po I wojnie światowej na kolejach niemieckich lokomotywy te otrzymały oznaczenie serii 5525-56. Praktycznie identyczne były lokomotywy meklemburskiej serii G81, oznaczone jako seria 5558. Poza Niemcami, lokomotywy te trafiły do wielu krajów europejskich – w największej liczbie do Polski, Francji i Belgii w ramach reparacji wojennych. Do Polski trafiło 459 sztuk po 1918 r. Szereg kolei po I wojnie światowej zamówiło dodatkowo nowe lokomotywy tej serii – m.in. PKP 50 sztuk. Lokomotywa prowadziła na poziomym torze pociąg o masie 1150 ton z prędkością 55 km/h, 650 ton na wzniesieniu 10 promili z prędkością 25 km/h, 450 ton na wzniesieniu 20 promili z prędkością 20 km/h. Nacisk osi 17,5 tony ograniczał jej zastosowanie do linii głównych. Do 1930 r. Tp4 i inne maszyny, takie jak Tr20, Tr21, Tw1, Tw11 oraz Tw12 były podstawowym środkiem lokomocji wykorzystywanym na kolei. Maszyny te zostały wyparte przez Ty23.
Typowa dla maszyn pozbawionych osi prowadzącej niespokojna jazda ograniczała prędkość maksymalną. Dla jej zwiększenia (i zmniejszenia nacisku osiowego) w latach międzywojennych 691 maszyn tej serii przebudowano w Niemczech na serię 562-8 (PKP Tr5) przesuwając osie z cylindrami do tyłu i dodając wózek Kraussa-Helmholza z serii 24/64/86 (PKP Oi2/OKl2/TKt3). Podobnie jak starsze konstrukcje pruskich parowozów, G8¹ miał możliwość pracy na łukach o promieniu 100 m dzięki odpowiednio dobranej przesuwności osi, co pozwalało na jego zastosowanie na bocznicach przemysłowych.
W PKP lokomotywy te oznaczone jako Tp4, przed II wojną światową w liczbie 459 egzemplarzy były podstawą trakcji towarowej, w miarę upływu czasu wspomagane przez nowe polskie konstrukcje Tr21 i Ty23. Po 1945 r. do PKP trafiły 288 lokomotywy (w tym tylko nieliczne z przedwojennych polskich).
Tp4 z założenia przeznaczone były do obsługi pociągów towarowych na równinnych liniach głównych, jednak w miarę wzrostu ich masy i oczekiwanej szybkości ustąpiły pola silniejszym, nowym lokomotywom i znalazły swoje miejsce w ciężkiej pracy manewrowej – na długie dziesięciolecia, tam też stopniowo ustępując pola kolejnym generacjom nowszych parowozów wypieranych przez trakcję spalinową i elektryczną z głównych szlaków.
W miarę wycofywania tej serii przez PKP (ok. 1970 r.) lokomotywy chętnie kupowała kolej piaskowa PMPiPW okręgu katowickiego i przedsiębiorstwa mające rozbudowane koleje zakładowe. Parowóz Tp4-148 należący do Przedsiębiorstwa Materiałów Podsadzkowych Przemysłu Węglowego dotrwał na kolei piaskowej w czynnej służbie do 26 listopada 1983 r., następnie stał jako pomnik w Pyskowicach, a od 1986 roku znalazł się w Czeremsze. Parowozy Tp4-148 oraz Tp4-217 należą do Muzeum Kolejnictwa w Warszawie. Zachowany jest również pokrewny parowóz Tr5-65 (obecnie stacjonuje w Wolsztynie).

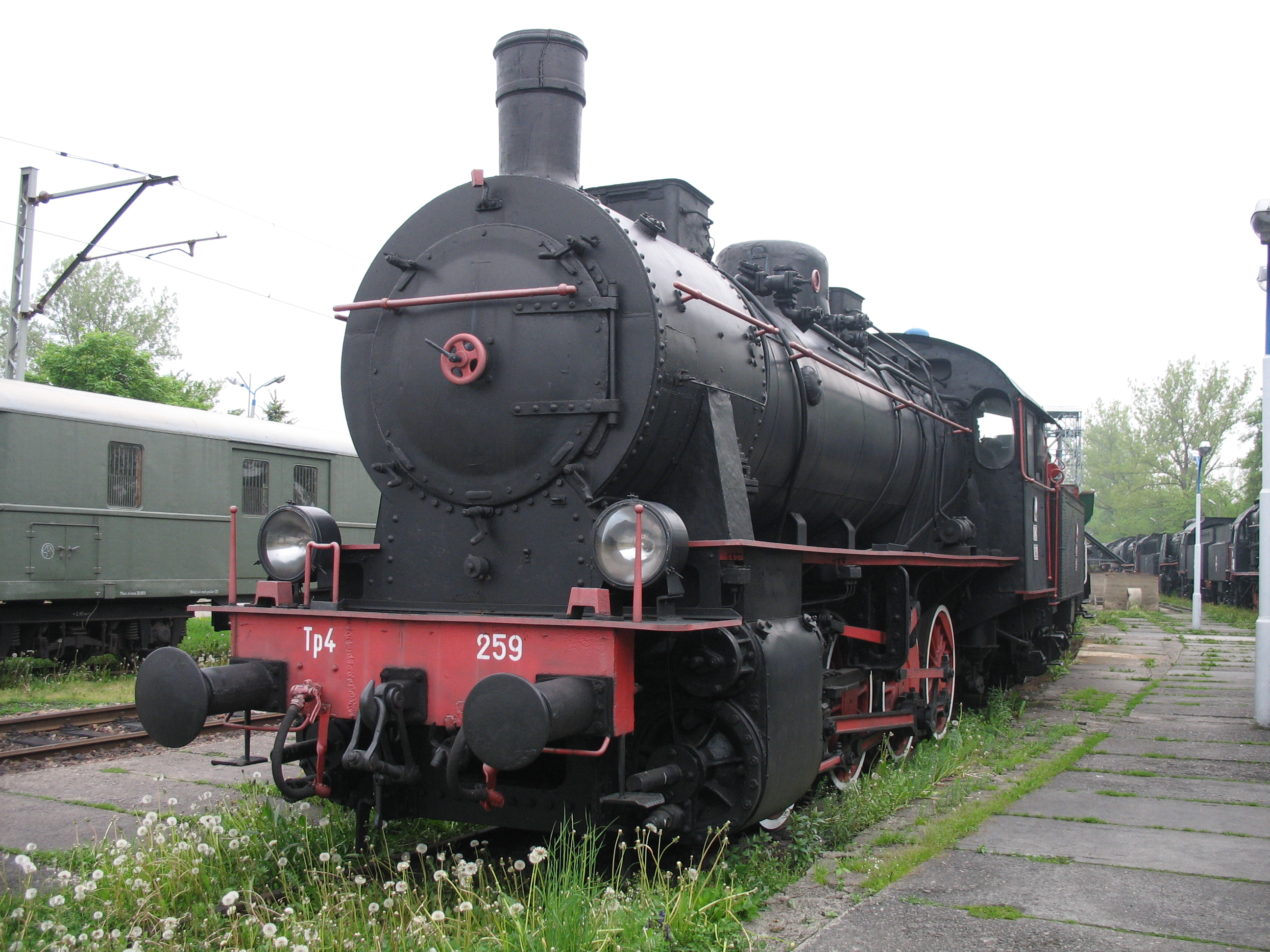
Tp4-259 w skansenie w Chabówce

## Dane techniczne[1]
- średnica cylindrów – 600 mm
- skok tłoka – 660 mm
- średnica kół napędnych – 1350 mm
- ciśnienie pary w kotle – 14 at
- powierzchnia ogrzewalna kotła – 140,5 m²
- powierzchnia przegrzewacza – 46,0 m²
- powierzchnia rusztu – 2,7 m²
- masa służbowa – 69,9 t
- prędkość konstrukcyjna – 55 km/h
- tender serii – 17 Cl
- pojemność skrzyni na wodę – 16,5 m³
- pojemność skrzyni na węgiel – 7,0 t

## Niektóre właściwości trakcyjne
Maksymalna siła pociągowa Tp4 podczas rozruchu wynosiła prawie 15 000 kG. Mogła ona by być większa, gdyby nie ograniczona wydolność kotła. Siła kotłowa jest tu nawet mniejsza od siły przyczepności, co w parowozach normalnotorowych rzadko się zdarza.

Podane w tekście powyżej dane trakcyjne są zbyt optymistyczne. Praktyczny podręcznik dla kierowników przydzielających maszyny do składów podaje, że Tp4 przy lepszym gatunku węgla mógł na torze poziomym ciągnąć składy towarowe ładowne o masie 1065 ton z prędkością 50 km/h, a na wzniesieniu 20‰ z prędkością 20 km/h mógł pociągnąć 300 ton, lub 40 km/h – 135 t.